# Genormaliseerd rekeningstelsel
Het (minimum algemeen) genormaliseerd rekening(en)stelsel of MAR is in België een wettelijk voorgeschreven rekeningenschema voor het voeren van een boekhouding in een onderneming.  Het is een uitvloeisel van de wetgeving op de jaarrekening, die streeft naar leesbaarheid en eenvormigheid van de jaarrekening.  Elk boekhoudplan of elk boekhoudpakket moet minimaal deze rekeningen bevatten, met de opgegeven nummers.  
Sinds 1 januari 2006 is er voor vzw's, verenigingen zonder winstoogmerk, een nieuwe boekhoudwetgeving, die een eigen minimum genormaliseerd rekeningstelsel oplegt. Het grote verschil met het klassieke rekeningensysteem is de invoering van een nieuwe categorie in de opbrengsten, namelijk **73 Lidgelden, Legaten en subsidies en het afschaffen van de rekening **753 Kapitaal- en interestsubsidies, die wordt geïntegreerd in de categorie **73. Voor alle andere categorieën volgt het systeem de indeling die ook geldig is voor gewone ondernemingen. 

## Schema
Het schema bevat acht hoofdrubrieken of klassen:
- rekeningen van de balans
  - 1. EIGEN VERMOGEN, VOORZIENINGEN VOOR RISICO'S, KOSTEN EN SCHULDEN OP MEER DAN EEN JAAR
  - 2. OPRICHTINGSKOSTEN, VASTE ACTIVA EN VORDERINGEN OP MEER DAN EEN JAAR
  - 3. VOORRADEN EN BESTELLINGEN IN UITVOERING
  - 4. VORDERINGEN EN SCHULDEN OP TEN HOOGSTE EEN JAAR
  - 5. GELDBELEGGINGEN EN LIQUIDE MIDDELEN
- rekeningen van de resultatenrekening
  - 6. KOSTEN
  - 7. OPBRENGSTEN
- rekeningen voor orde
  - 0. NIET IN DE BALANS OPGENOMEN RECHTEN EN VERPLICHTINGEN

Aan de hand van het tweede cijfer wordt een eerste onderverdeling gemaakt, bijvoorbeeld:
- Klasse 6. KOSTEN
  - 60. Handelsgoederen, grond- en hulpstoffen
  - 61. Diensten en diverse goederen
  - 62. Bezoldigingen, sociale lasten en pensioenen
  - 63. Afschrijvingen, waardeverminderingen en voorzieningen voor risico's en kosten
  - 64. Andere bedrijfskosten
  - 65. Financiële kosten
  - 66. Uitzonderlijke kosten
  - 67. Belastingen op het resultaat
  - 68. Overboeking naar de uitgestelde belastingen en naar de belastingvrije reserves
  - 69. Resultaatverwerking
- Klasse 7. OPBRENGSTEN
  - 70. Omzet
  - 71. Wijzigingen in de voorraden en in de bestellingen in uitvoering
  - 72. Geactiveerde interne productie
  - 74. Andere bedrijfsopbrengsten
  - 75. Financiële opbrengsten
  - 76. Uitzonderlijke opbrengsten
  - 77. Regularisering van belastingen en terugneming van fiscale voorzieningen
  - 78. Onttrekkingen aan de uitgestelde belastingen en aan de belastingvrije reserves
  - 79. Resultaatverwerking

Soms wordt de minimumindeling tot op het vierde cijfer voorgeschreven; als voorbeeld hieronder de rekening 62:
- 62. Bezoldigingen, sociale lasten en pensioenen
  - 620 Bezoldigingen en rechtstreekse sociale voordelen 
    - 6200 Bestuurders of zaakvoerders
    - 6201 Directiepersoneel
    - 6202 Bedienden
    - 6203 Arbeiders
    - 6204 Andere personeelsleden

  - 621 Werkgeversbijdragen voor sociale verzekeringen
  - 622 Werkgeverspremies voor bovenwettelijke verzekeringen
  - 623 Andere personeelskosten
  - 624 Ouderdoms- en overlevingspensioenen
    - 6240 Bestuurders of zaakvoerders
    - 6241 Personeel

Een verdere indeling, bijvoorbeeld per afdeling, is uiteraard mogelijk maar niet verplicht. Omdat deze dan niet genormaliseerd is, kan die verdere indeling van onderneming tot onderneming verschillen.